# Gabinetto numismatico dell'Università di Uppsala

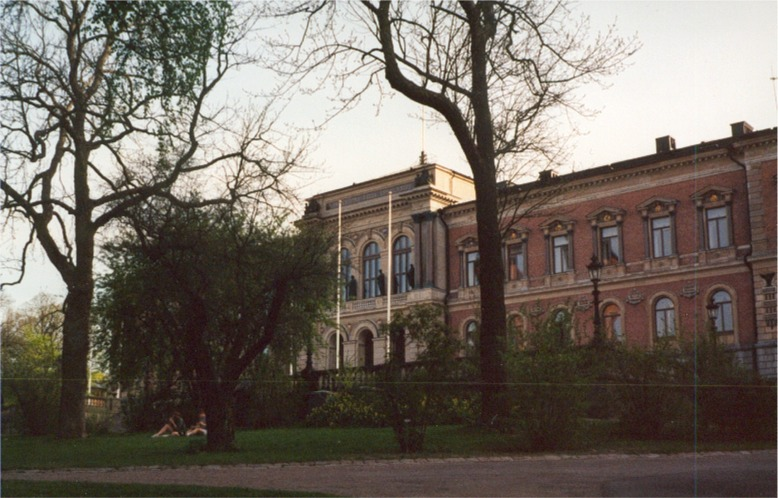
Edificio principale dell'Università di Uppsala

Il gabinetto numismatico dell'Università di Uppsala (in svedese Uppsala universitets myntkabinett) è una delle più importanti collezioni pubbliche di monete e medaglie della Svezia. Si trova nell'edificio centrale dell'Università di Uppsala. Possiede circa 40000 oggetti.
La storia della collezione risale al XVII secolo.